# کوه چیریپو
کوه چیریپو بلندترین کوه و نقطه در کشور کاستاریکا با ارتفاع ۳٬۸۲۰ می‌باشد. این کوه در پارک ملی چیریپو در رشته‌کوه تالامانکا قرار دارد.

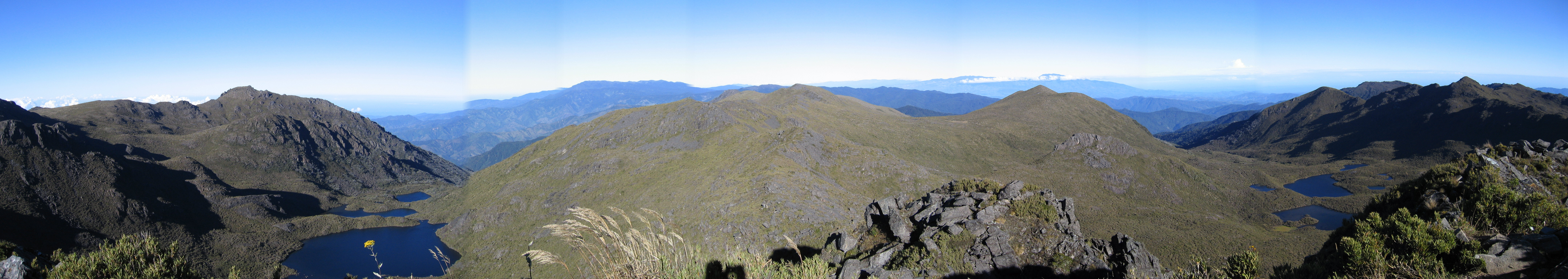
تصویر سراسرنما